# Chokkapura, Kolar
Chokkapura là một làng thuộc tehsil Kolar, huyện Kolar, bang Karnataka, Ấn Độ.